# است‌واد
است‌واد یا اُست‌واؤد (به هلندی: Oostwoud) یک منطقهٔ مسکونی در هلند است که در Medemblik واقع شده‌است. است‌واد ۳۸۱ نفر جمعیت دارد.